# Clare Eganová
Laurent Clare Eganová (nepřechýleně Clare Egan; * 19. listopadu 1987) je americká biatlonistka. Spojené státy americké reprezentovala ve Světovém poháru v biatlonu od roku 2015. Na zimních olympijských hrách startovala poprvé v roce 2018 v Pchjongčchangu. V roce 2018 byla Clare Eganová také zvolena předsedkyní výboru sportovců Mezinárodní biatlonové unie s funkčním obdobím do roku 2022.
Spojené státy americké reprezentovala rovněž na Zimních olympijských hrách v roce 2022 v pekingu.
Eganová oznámila, že po sezóně 2021/2022 ukončí svoji kariéru.

## Životopis
Clare Eganová pochází z Cape Elizabeth ve státě Maine. Na střední škole Cape Elizabeth High School dosahovala vynikajících výsledků v běžeckém a alpském lyžování. Školu absolvovala v roce 2006. Dále navštěvovala Wellesley College a magisterský titul získala na University of New Hampshire. Hovoří šesti jazyky.

## Výsledky biatlonu
Všechny výsledky pocházejí od Mezinárodní biatlonové unie.

### Olympijské hry
0 medailí
| událost             | Vytrvalostní | Sprint | Stíhačka | Hromadný start | Štafeta | Smíšená štafeta |
| ------------------- | ------------ | ------ | -------- | -------------- | ------- | --------------- |
| 2018 Pchjongčchangu | 62           | 61     | —        | —              | 13      | —               |

### Mistrovství světa
0 medailí
| událost                 | Vytrvalostní | Sprint | Stíhačka | Hromadný start | Štafeta | Smíšená štafeta | Smíšená štafeta dvojic |
| ----------------------- | ------------ | ------ | -------- | -------------- | ------- | --------------- | ---------------------- |
| 2015 Kontiolahti        | 51           | 40     | 52       | —              | 12      | —               |                        |
| 2016 Oslo               | 66           | 84     | —        | —              | 13      | —               |                        |
| 2017 Hochfilzen         | 22           | 20     | 41       | 24             | 14      | 16              |                        |
| Östersund 2019          | 53           | 11     | 12       | 26             | 9       | 19              | —                      |
| 2020 Antholz-Anterselva | 58           | 28     | 46       | -              | 15      | 13              | -                      |
| 2021 Pokljuka           | 39           | 54     | 44       | _              | 13      | 22              | 12                     |

*Během olympijských sezón se soutěže konají pouze pro ty události, které nejsou zahrnuty do olympijského programu.
**Jedna smíšená štafeta byla přidána jako událost v roce 2019.